# Lopeti Timani
Lopeti Timani (Navutoka, 28 settembre 1990) è un rugbista a 15 australiano di origine tongana, internazionale per l'Australia, che gioca come seconda linea o terza linea ne La Rochelle in Top 14.

## Biografia
Nativo delle isole Tonga, Timani ha due fratelli, Sione e Sitaleki, entrambi rugbisti professionisti con presenze internazionali. A 18 anni si trasferì in Australia ed iniziò a giocare a rugby a 13 nella squadra giovanile dei Canterbury Bulldogs. Ritornato al rugby a 15, nel 2012 esordì nel Super Rugby con la franchigia australiana dei Waratahs. L'anno successivo, sempre con la maglia della franchigia di Sydney, giocò contro i British and Irish Lions. 
Al termine del Super Rugby 2013, annunciò di aver firmato un contratto biennale con i Melbourne Rebels. Dal 2014 inoltre milita nei Melbourne Rising in National Rugby Championship.
A livello internazionale Timani debuttò con la nazionale australiana contro l'Argentina durante il The Rugby Championship 2016, di cui gioco solo un'altra partita sempre contro i sudamericani. Successivamente giocò contro la Nuova Zelanda in una sfida valida per la Bledisloe Cup e prese parte al tour europeo di fine anno 2016 degli australiani, disputando le partite contro Galles, Scozia e Inghilterra.